# 马家堡站
马家堡站是一个位于中国北京市丰台区马家堡街道南三环西路、马家堡西路交叉口万芳桥南侧，属于北京地铁4号线的地铁车站。

## 位置
该站位于南三环于马家堡西路交汇的万芳桥南，紧贴马草河南侧。

## 结构
该站为地下车站，岛式站台设计，共有3个出入口：A（西北）、B（东北）、C（东南）。

站台全景图（2017年9月摄）

| 地面            | 出入口                              | A－C出入口                       |
| 地下一层 站厅层 | 站厅                                | 票务服务、自动售票机、一卡通充值 |
| 地下二层 站台层 |                                     | █ 4号线往安河桥北（北京南站）    |
| 地下二层 站台层 | 岛式站台，左側開门                  |                                  |
| 地下二层 站台层 | █ 4号线往天宫院（大兴线）（角门西） |                                  |

- 站厅（2021年9月摄）
- B口通道（2016年5月摄）

## 出入口
|                       |                    | |      |            |
| 编号                  | 指示               | 建议前往的目的地 | 照片 | 无障碍设施 |
| 出口 · A · 升降机标志 | 马家堡西路（西侧） | 凯德MALL·大峡谷、中国邮政、北京市赵登禹学校、国家电网丰台马家堡供电所、丰台区政府右安门街道办、嘉园一里、未来明珠家园                    |      |            |
| 出口 · B              | 马家堡西路（东侧） | 北京戏曲艺术职业学院、北京市体检中心、运通大厦、万芳亭公园、马家堡西里                                                                   |      | 不適用     |
| 出口 · C              | 马家堡西路（东侧） | 中国康复研究中心、北京博爱医院西病区、北京市赵登禹学校东校区、马家堡社区卫生服务站、北京市轻工模具研究所、中国邮政、嘉园二里、马家堡小区 |      | 不適用     |
| 註： 設有             |                    | |      |            |